# 14617 Lasvergnas
14617 Lasvergnas (1998 UA4) là một tiểu hành tinh vành đai chính được phát hiện ngày 21 tháng 10 năm 1998 bởi Khảo sát tiểu hành tinh OCA-DLR ở Caussols.